# The Glass Castle
The Glass Castle is een Amerikaans biografische film uit 2017, geregisseerd door Destin Daniel Cretton, gebaseerd op het gelijknamig autobiografisch boek van Jeannette Walls.

## Verhaal
Jeannette is een jong meisje dat opgroeit in een disfunctionele familie van non-conformistische nomaden, met een moeder die een excentrieke artieste is en een vader die alcoholist is. De vader moedigt de fantasie van de kinderen aan in de hoop hen af te leiden van hun armoede.

## Rolverdeling
| Acteur               | Personage       |
| -------------------- | --------------- |
| Brie Larson          | Jeannette Walls |
| Woody Harrelson      | Rex Walls       |
| Naomi Watts          | Rose Mary Walls |
| Ella Anderson        | Jonge Jeannette |
| Josh Caras           | Brian Walls     |
| Sarah Snook          | Lori Walls      |
| Brigette Lundy-Paine | Maureen Walls   |
| Max Greenfield       | David           |
| Charlie Shotwell     | Jonge Brian     |
| Sadie Sink           | Jonge Lori      |
| Shree Crooks         | Jonge Maureen   |

## Productie
In april 2012 werd aangekondigd dat Lionsgate de filmrechten van het boek The Glass Castle verkregen had en dat er gesprekken waren met Jennifer Lawrence voor de hoofdrol. In oktober 2013 werd Destin Daniel Cretton aangetrokken voor de regie en in oktober 2015 werd Brie Larson aan de cast toegevoegd.
De filmopnamen gingen van start op 20 mei 2016 in Welch (West Virginia).
The Glass Castle kwam tijdens zijn openingsweekend uit in 1461 bioscoopzalen en bracht 4,68 miljoen US$ op aan de kassa. De film kreeg gemengde kritieken met een score van 49% op Rotten Tomatoes.